# Volutaria tubuliflora
Volutaria tubuliflora là một loài thực vật có hoa trong họ Cúc.